# Кулікоро
Куліко́ро (фр. Koulikoro) — місто в південно-західній частині Малі. Є адміністративним центром однойменної області. Населення комуни становить 43 174 особи (за оцінкою 2009 року). Мер міста — Юсуф Траоре.

## Географія

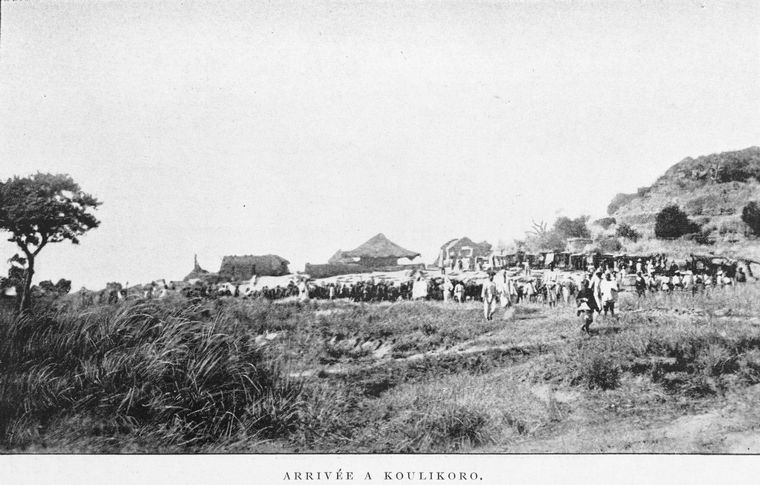
Кулікоро в 1898 році.

Місто розташоване за 55 км на північний схід від столиці країни, Бамако. Кулікоро стоїть на пустельному плато, на березі найбільшої річки Західної Африки — Нігер. Висота навколишніх земель над рівнем моря коливається в межах від 250 м до 600 м.

### Клімат
Місто знаходиться у зоні, котра характеризується кліматом тропічних саван. Найтепліший місяць — квітень із середньою температурою 32 °C (89.6 °F). Найхолодніший місяць — січень, із середньою температурою 24.6 °С (76.3 °F).
| Клімат Кулікоро         | Клімат Кулікоро | Клімат Кулікоро | Клімат Кулікоро | Клімат Кулікоро | Клімат Кулікоро | Клімат Кулікоро | Клімат Кулікоро | Клімат Кулікоро | Клімат Кулікоро | Клімат Кулікоро | Клімат Кулікоро | Клімат Кулікоро | Клімат Кулікоро |
| Показник                | Січ.            | Лют.            | Бер.            | Квіт.           | Трав.           | Черв.           | Лип.            | Серп.           | Вер.            | Жовт.           | Лист.           | Груд.           | Рік             |
| Середня температура, °C | 24,6            | 27,6            | 30,3            | 32              | 32              | 29,6            | 27,1            | 26,3            | 27              | 28,2            | 26,4            | 24,6            | 28              |
| Норма опадів, мм        | 0.2             | 0               | 3.6             | 15.3            | 46              | 103.1           | 197.1           | 237.3           | 149.4           | 44.3            | 1.3             | 0.5             | 798.1           |
| Днів з опадами          | 0,2             | 0,1             | 0,5             | 2,3             | 5,9             | 10,7            | 15,8            | 17              | 13,6            | 5,1             | 0,3             | 0,1             | 71,6            |
| Вологість повітря, %    | 29.2            | 25.5            | 25.4            | 35.2            | 49              | 64              | 75.2            | 79              | 76.3            | 63              | 43.5            | 33.5            | 49.9            |
| ----------------------- | --------------- | --------------- | --------------- | --------------- | --------------- | --------------- | --------------- | --------------- | --------------- | --------------- | --------------- | --------------- | --------------- |
| Джерело: Weatherbase    |                 |                 |                 |                 |                 |                 |                 |                 |                 |                 |                 |                 |                 |

## Населення
Населення міста за даними на 2012 рік становить 28 810 чоловік; за даними перепису 1998 воно налічувало 22 673 чоловік. За оцінкою 2009 року, населення комуни Кулікоро становить понад 43 тис. чол. Національний склад — малінке, бамбара і сонінке.

## Економіка
Основною галуззю промислового виробництва в Кулікоро є харчова. Найрозвиненіше виробництво арахісової пасти і бавовняної олії. Також розвинене миловаріння. В околицях міста вирощуються арахіс, сорго, манго, просо, бавовник та інші сільськогосподарські культури.
Місто з'єднане зі столицею країни залізничною гілкою.

## Міста-побратими
- Кетіньї, Франція
- Бус, Німеччина